# Tour d'Oman 2016
El Tour d'Oman 2016 va ser la setena edició del Tour d'Oman. La cursa es disputà entre el 16 i el 21 de febrer de 2016, amb un recorregut de 911 km dividits en sis etapes. Organitzada per l'ASO, formava part l'UCI Àsia Tour, amb una categoria 2.HC. Rafael Valls (Lampre-Merida), vencedor de l'edició passada, no disputa la cursa.
El vencedor final fou l'italià Vincenzo Nibali (Astana Qazaqstan Team). Nibali va basar el triomf final en la victòria en l'etapa reina, amb final al Jabal Al Akhdhar, en què va sorprendre la resta de favorits. L'acompanyaren al podi el francès Romain Bardet (AG2R La Mondiale) i el danès Jakob Fuglsang (Astana Qazaqstan Team), a quinze i vint-i-quatre segons respectivament de Nibali.
Edvald Boasson Hagen (Dimension Data), vencedor de dues etapes, fou el vencedor de la classificació per punts; Brendan Canty (Drapac Professional Cycling) de la dels joves, Jacques Janse van Rensburg (Dimension Data) la de la combativitat i el Dimension Data per equips.

## Equips participants
En aquesta edició hi prengueren part 18 equips:
- 9 equips World Tour: AG2R La Mondiale, Astana Qazaqstan Team, BMC Racing Team, Dimension Data, Etixx-Quick Step, Team Giant-Alpecin, Team Katusha, Lampre-Merida, Team LottoNL-Jumbo
- 9 equips continentals professionals: Bora-Argon 18, CCC Sprandi Polkowice, Drapac Professional Cycling, Fortuneo-Vital Concept, Roompot Oranje Peloton, Stölting Service Group, Topsport Vlaanderen-Baloise, UnitedHealthcare, Wanty-Groupe Gobert,

## Etapes
| Etapa    | Data      | Ciutats d'etapa          | type              | Distància (km) | Vencedor de l'etapa  | Líder de la general  |
| -------- | --------- | ------------------------ | ----------------- | -------------- | -------------------- | -------------------- |
| 1a etapa | 16 de feb | Masqat – Al Bustan       | etapa accidentada | 145,5          | Bob Jungels          | Bob Jungels          |
| 2a etapa | 17 de feb | Seeb – Qurayyat          | etapa accidentada | 162            | Edvald Boasson Hagen | Edvald Boasson Hagen |
| 3a etapa | 18 de feb | Al Sawadi – Jardí Naseem | etapa plana       | 176,5          | Alexander Kristoff   | Edvald Boasson Hagen |
| 4a etapa | 19 de feb | Masqat – Jebel Akhdar    | etapa de muntanya | 180            | Vincenzo Nibali      | Vincenzo Nibali      |
| 5a etapa | 20 de feb | Sifah – Masqat           | etapa accidentada | 119,5          | Edvald Boasson Hagen | Vincenzo Nibali      |
| 6a etapa | 21 de feb | Masqat – Matrah          | etapa plana       | 130,5          | Alexander Kristoff   | Vincenzo Nibali      |

## Classificació final
|    | Ciclista                   | Equip                       | Temps       |
| -- | -------------------------- | --------------------------- | ----------- |
| 1  | Vincenzo Nibali (ITA)      | Astana Qazaqstan Team       | 22h 25' 25" |
| 2  | Romain Bardet (FRA)        | AG2R La Mondiale            | + 14"       |
| 3  | Jakob Fuglsang (DEN)       | Astana Qazaqstan Team       | + 24"       |
| 4  | Tom Dumoulin (NED)         | Team Giant-Alpecin          | + 40"       |
| 5  | Rui Costa (POR)            | Lampre-Merida               | + 54"       |
| 6  | Edvald Boasson Hagen (NOR) | Dimension Data              | + 1' 06"    |
| 7  | Brendan Canty (AUS)        | Drapac Professional Cycling | + 1' 34"    |
| 8  | Domenico Pozzovivo (ITA)   | AG2R La Mondiale            | + 1' 38"    |
| 9  | Merhawi Kudus (ERI)        | Dimension Data              | + 1' 56"    |
| 10 | Gianluca Brambilla (ITA)   | Etixx-Quick Step            | + 1' 59"    |

## Evolució de les classificacions
| Etapa | Vencedor             | Classificació general | Classificació per punts | Classificació dels joves | Classificació de la combativitat | Classificació per equips |
| ----- | -------------------- | --------------------- | ----------------------- | ------------------------ | -------------------------------- | ------------------------ |
| 1     | Bob Jungels ⋅        | Bob Jungels           | Bob Jungels             | Bob Jungels              | Amaury Capiot                    | Dimension Data           |
| 2     | Edvald Boasson Hagen | Edvald Boasson Hagen  | Edvald Boasson Hagen    | Patrick Konrad           | Amaury Capiot                    | Dimension Data           |
| 3     | Alexander Kristoff   | Edvald Boasson Hagen  | Edvald Boasson Hagen    | Patrick Konrad           | Kenny Dehaes                     | Dimension Data           |
| 4     | Vincenzo Nibali      | Vincenzo Nibali       | Vincenzo Nibali         | Brendan Canty            | Kenny Dehaes                     | Dimension Data           |
| 5     | Edvald Boasson Hagen | Vincenzo Nibali       | Edvald Boasson Hagen    | Brendan Canty            | Jacques Janse van Rensburg       | Dimension Data           |
| 6     | Alexander Kristoff   | Vincenzo Nibali       | Edvald Boasson Hagen    | Brendan Canty            | Jacques Janse van Rensburg       | Dimension Data           |
| Final | Final                | Vincenzo Nibali       | Edvald Boasson Hagen    | Brendan Canty            | Jacques Janse van Rensburg       | Dimension Data           |